# أنتيغونوس الأول مونوفثالموس
أنتيغونوس الأول مونوفثالموس (382 ق.م. - 301 ق.م.) (باليونانية القديمة:Ἀντίγονος ὁ Μονόφθαλμος) بمعنى (أنتيغونوس الأعور) أو (أنتيغونوس وحيد العين)، كان رجلا مقدونيا من طبقة النبلاء وجنرالا ومرزبانا تحت إمرة الإسكندر الكبير. وخدم تحت إمرة فيليبوس الثاني المقدوني في حياته المبكرة، وكان أحد القادة الخلفاء الأهم، شارك في حروب القادة الخلفاء بعد موت الإسكندر الأكبر، أعلن نفسه ملكا في 306 ق.م. وهو مؤسس السلالة الأنتيغونية، والده فيليب بن ماخاتاس أحد قادة الإسكندر الأكبر من منطقة إليميوتيس

## زمن الإسكندر الأكبر
خاض أنتيغونوس الكثير من المعارك مع الإسكندر الأكبر وعّين حاكما على فريجيا العظمى في 333 ق.م. كما وأنه كان المسؤول الأكبر عن الدفاع عن خطوط الإمدادات والتجهيز لجيش الإسكندر الأكبر خلال حملة الأخير على الإمبراطورية الأخمينية الفارسية. وبعد انتصار الإسكندر الأكبر في معركة إسوس، حاول القائد الفارسي ميمنون (من منطقة رودوس) القيام بهجوم مضاد في آسيا الصغرى على أمل أن يفلح في قطع خطوط التجهيز والإمداد لجيش الإسكندر الأكبر. إلا أن أنتيغونوس استطاع أن يهزم القوات الفارسية في ثلاث معارك منفصلة.

## زمن بيرديكاس
بعد موت الإسكندر في 323 ق.م. قام القادة الخلفاء باقتسام الأراضي والمقاطعات فيما بينهم، وقام بيرديكاس الذي كان آنذاك وصيا على الإمبراطورية، بحسب اتفاقية بابل بتولية أنتيغونوس على بامفيليا وليكيا وكان يومينس قد تولى منطقتي بافلاغونيا وكابيدوسيا وعندما طلب يومينس من أنتيغونوس مساعدته في بسط السيطرة وإحلالها في تلك المنطقتين رفض الأخير مساعدته الأمر الذي أزعج بيرديكاس كثيرا ورأى فيه إهانة لسلطته ووصايته على الإمبراطورية. قام بيرديكاس بنفسه بالتوجه إلى تلك المنطقتين وبعد أن تم له فتحهما اتجه غربا نحو فريجيا لكي يذل أنتيغونوس، الذي كان قد هرب مع ابنه ديميتريوس الأول إلى اليونان، حيث حصل هناك على رضا كراتيروس وأنتيباتر، وصي عرش مقدونيا 321 ق.م.

## زمن أنتيباتر
بعد وفاة بيرديكاس في العام 321 ق.م. تم عقد اتفاقية جديدة بين القادة الخلفاء سميت باتفاقية تريباراديسوس تم خلالها اقتسام أراضي الإمبراطورية من جديد.
وبعد الاتفاقية وجد أنتيغونوس نفسه منجرا لخوض حرب ضد يومينس، الذي كان متحالفا مع بيرديكاس ضد تحالف أنتيباتر، أنتيغونوس، بطليموس الأول، كراتيروس، والجنرالات الآخرين.
استطاع أنتيغونوس هزيمة يومينس وأجبره على الذهاب إلى قلعة نورا في كابيدوكيا وأما جيش يومينس الجديد الذي هب لإغاثته فقد تم دحره من قبل أنتيغونوس.
عندما مات أنتيباتر في 319 ق.م. سلم الوصاية إلى بوليبيرخون، دون كاسندر الذي كان ابنه، ولكن أنتيغونوس والقادة الآخرون رفضوا الاعتراف بوصاية بوليبيرخون، إذ أن ذلك سيقوض طموحاتهم الخاصة.

## زمن بوليبيرخون
قام أنتيغونوس بإجراء مفاوضات مع يومينس، لكن يومينس كان مذبذبا في موقفة تجاه بوليبيرخون، خاصة وأن الأخير كان قد أعطاه سلطة واسعة على أعضاء الإمبراطورية. وهكذا فبعد خروج يومينس من قلعة نورا، قام بإنشاء جيش وبنى أسطولا في صقلية وفينيقيا، وأقام تحالفا مع مرزبانات المقاطعات والولايات الشرقية وتواجه مع أنتيغونوس في معركتين عظيمتين الأولى في بارايتاسين في العام 317 ق.م. والثانية في جابين في العام 316 ق.م. واستطاع أنتيغونوس خلال المعركة الثانية أسر متاع وثروات عائلة يومينس والتي كانت تحت حماية فوج خاص ضمن جيش يومينس. فما كان باستطاعة يومينس إلا عقد اتفاقية سلام مع أنتيغونوس مقابل متاع وثروات عائلته، إلا أن أنتيغونوس قرر بأن يقتل يومينس وقام باعدامه.
قام أنتيغونوس فيما بعد بالسيطرة على كامل أراضي الإمبراطورية الآسيوية وامتدت سلطته من الساترابات الشرقية إلى سوريا وآسيا الصغرى في الغرب. كما أنه استولى على الكنوز في سوسة ودخل بابل، التي كان سلوقس الأول حاكما عليها.

### الخلافات بين القادة

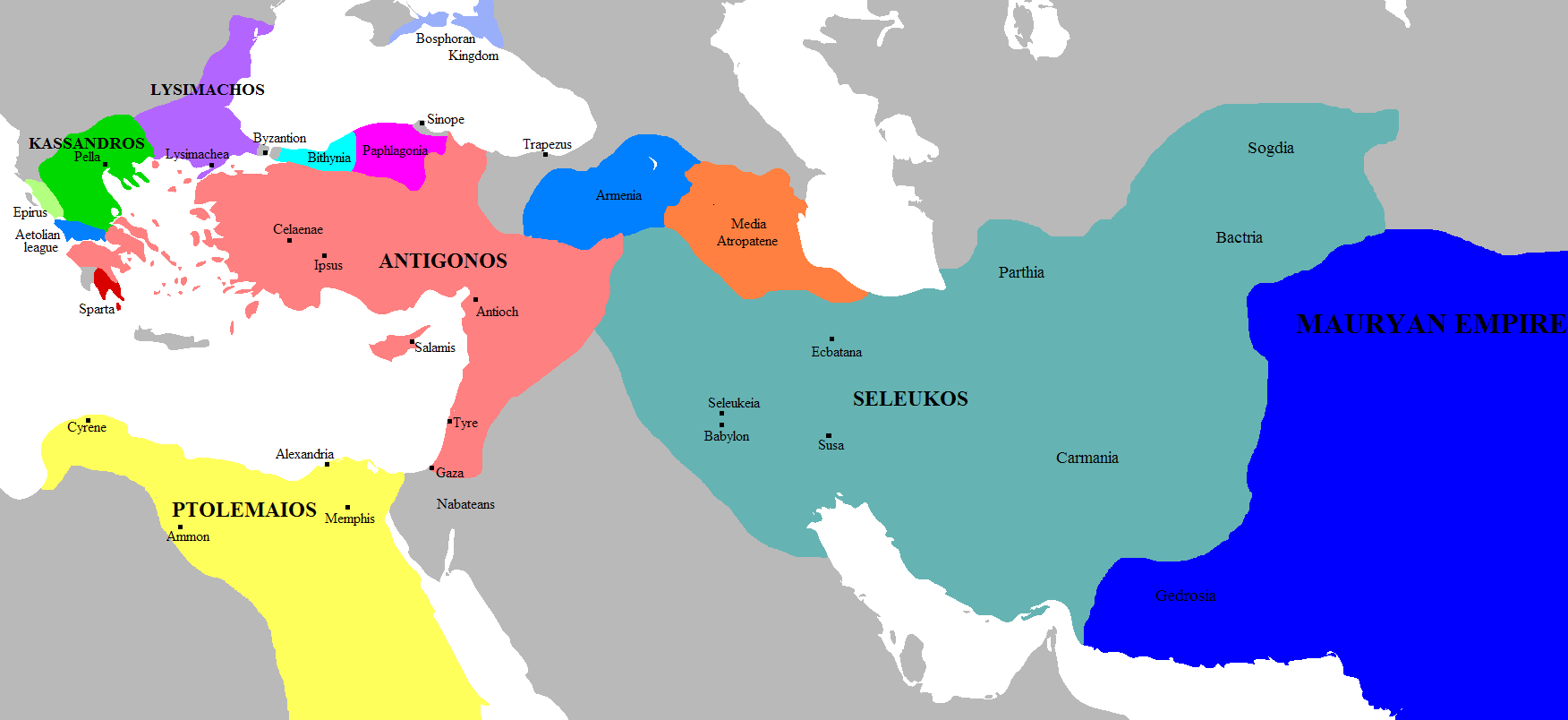
مملكة انتيغونوس و باقي خلفاء الاسكندر

اضطر سلوقس الأول إلى الهرب والالتجاء لبطليموس الأول ودخل معه في تحالفه الذي ضم أيضا كلا من ليسيماخوس وكاسندر 315 ق.م. ضد أنتيغونوس. وفي العام 314 ق.م. غزا أنتيغونوس فينيقيا، التي كانت تحت سيطرة بطليموس الأول، وحاصر صور لأكثر من السنة. إلا أن ابنه ديميتريوس الأول الذي كان يحارب بجيشه قرب غزة تمت هزيمته في معركة غزة من قبل بطليموس الأول في 312 ق.م. وبعد المعركة استطاع سلوقس الأول شق طريقه إلى بابل. وعاد إليها وعزز قاعدة ملكه، واستطاع استعادة سيطرته على الساترابات الشرقية. ثم بدأت الحرب البابلية بين أنتيغونوس وسلوقس الأول، واستطاع فيها سلوقس الأول دحر كل من ديميتريوس الأول وأنتيغونوس، وضم بابل إليه نهائيا.
وبعد أن استمرت الحرب من العام 315 ق.م. إلى العام 311 ق.م. انتهت بعقد اتفاق سلام تم بموجبه تسليم حكومة آسيا الصغرى وسوريا بشكل مؤقت لأنتيغونوس. ولكن هذه الاتفاقية تم انتهاكها والسبب كان قيام أنتيغونوس بوضع عدة حاميات عسكرية في عدة مدن يونانية كانت تعتبر مدنا حرا الأمر الذي لم يكن مقبولا مما أدى إلى نشوب الحرب من جديد، حيث تحالف بطليموس الأول وكاسندر ضده.
سار ديميتريوس الأول بن أنتيغونوس، بجيشه واستطاع احتلال جزء من اليونان من كاسندر. أما بطليموس الأول فقد كانت معاركه في بداية الحرب ناجحة، إذ أنه استطاع السيطرة على أجزاء من آسيا الصغرى وعلى عدد من جزر الأرخبيل، لكنه مني بهزيمة كبيرة من قبل ديميتريوس الأول في معركة بحرية بالقرب من سالاميس، تابع ديميتريوس الأول فتوحاته وفتح قبرص في العام 306 ق.م. وبعد النصر نصّب أنتيغونوس نفسه ملكا ومنح نفسه ولابنه لقب الملك كما أنه أعلن نفسه مستقلا عن الإمبراطورية. الشيء الذي دفع القادة الآخرين لفعل الشيء ذاته فاستقل كل من كاسندر، بطليموس الأول، ليسيماخوس وسلوقس الأول وأعلنوا أنفسهم مستقلين.

## بعد الاستقلال

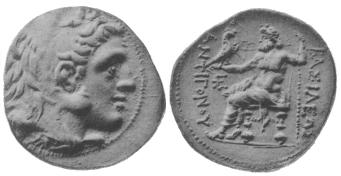
عملة من عهد أنتيغونوس الأول مونوفثالموس

بعد أن استقل أنتيغونوس رغب بتوسيع إمبراطوريته فجهز جيشا كبيرا وأسطولا هائلا، وسلم قيادة الجيش لابنه ديميتريوس الأول، وهب لمهاجمة بطليموس الأول في أملاكه الخاصة إلا أن محاولته احتلال مصر بائت بالفشل لأنه كان غير قادر على اختراق دفاعات بطليموس الأول.حاول ديميتريوس الأول في العام 305 ق.م. السيطرة على رودوس، بسبب رفضهم مساعدة أنتيغونوس في حملته ضد مصر.
دام حصار رودوس سنة واحدة فقط وذلك لأن ديميتريوس الأول واجه مقاومة عنيدة من الرودوسيين الأمر الذي جعله يضطر لعقد اتفاق سلام معهم بشرط أن يقوم الرودوسيون ببناء السفن لأنتيغونوس ويساعدوه ضد أي عدوان قد يتعرض له باستثناء العدوان من قبل بطليموس الأول، والذي منح اللقب سوتر (أي المنقذ) وذلك لأنه ساعد الرودوسيين أثناء الحصار الطويل.

### اتحاد القادة ضد أنتيغونوس
قام القادة الأقوى للإمبراطورية كاسندر سلوقس الأول، بطليموس الأول وليسيماخوس، بالرد على اعتداءات أنتيغونوس بالتحالف مع بعضهم البعض فوجد أنتيغونوس نفسه في حالة حرب مع القادة الأربعة لأن حدود مملكته كانت على تماس مع ممالكهم وبسبب موقع مملكة كاسندر القريبة من حدود مملكة أنتيغونوس فقد كان أكثرهم مواجهة مع أنتيغونوس الذي كان قد استطاع أن يكسب دعم اليونانيين له واستطاع هزيمة كاسندر مرارا وتكرارا كما أنه طلب من كاسندر الاستسلام الغير مشروط لمقدونيا. فكان رد سلوقس الأول، ليسيماخوس وبطليموس الأول بغزو أراضيه. حيث غزا ليسيماخوس آسيا الصغرى من تراقيا، عبر هيليسبونتوس واستطاع ضم أغلب المدن الأيونية، أما سلوقس الأول فقد زحف بجيشه عبر بلاد ما بين النهرين وكابيدوسيا.

## موت أنتيغونوس
قام أنتيغونوس باستدعاء ديميتريوس الأول من اليونان ووجه الرجلان جيوشهم ضد ليسيماخوس ولكنهما منيا بالهزيمة على يد القوات المتحالفة التابعة لسلوقس الأول وليسيماخوس في معركة إبسوس الحاسمة في 301 ق.م. أنتيغونوس نفسه مات في المعركة بعد أن ضرب برمح
وبعد موت أنتيغونوس تم تقسيم وتوزيع مملكته على عدد من أمراء وولاة ليسيماخوس وسلوقس الأول. في هذه الأثناء سيطر ديميتريوس الأول بن أنتيغونوس الباقي على قيد الحياة على مقدونيا في 294 ق.م. وتولى أحفاد أنتيغونوس حكم مقدونيا، بين فترة وأخرى، إلى أن سقطت بيد الجمهورية الرومانية في معركة بيندا في العام 168 ق.م.